# NER Nr. 13
Die Elektrolokomotive Nr. 13 der North Eastern Railway (NER) war eine Versuchslokomotive, die nie in den regulären  Einsatz gelangte. Sie war für eine geplante Elektrifizierung der britischen East Coast Main Line mit  1500 Volt Gleichstrom vorgesehen.

## Geschichte
In den 1920er-Jahren plante die NER die Aufnahme des elektrischen Betriebes mit 1500 Volt Gleichspannung auf dem Abschnitt York–Newcastle upon Tyne der East Coast Main Line. Um die Eigenschaften schnell fahrender Elektrolokomotiven kennen zu lernen, bestellte Vincent Raven, der leitende Ingenieur der Bahn, bei den Darlington Works 1920 eine Lokomotive mit der Achsfolge 2'Co2' und einer Leistung von 1800 PS, was ungefähr der Leistung der später gebauten Dampflokomotiven der LNER-Klasse A4 und der Diesellokomotiven der BR-Klasse 44 entsprach.
Sie sollte in der Lage sein, einen 450-Tonnen-Zug (457 metrische Tonnen) auf ebener Strecke mit 105 km/h zu befördern und denselben Zug auf einer 13-‰-Steigung anzufahren und auf Streckengeschwindigkeit beschleunigen zu können. Weil eine solche Steigung auf dem für die Elektrifizierung vorgesehenen Streckenabschnitt bei der NER nicht vorkommt, wird davon ausgegangen, dass die Lok auch für einen zukünftigen elektrischen Betrieb des Streckenabschnittes Newcastle upon Tyne–Edinburgh der North British Railway (NBR) ausgelegt wurde.

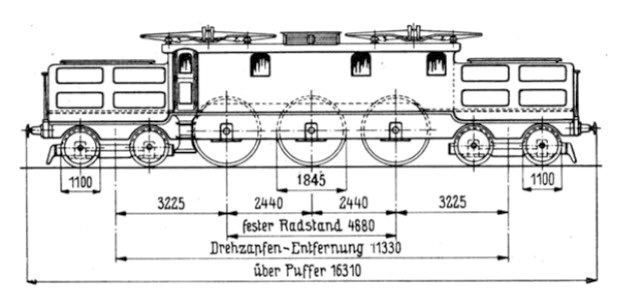
Typenskizze der NER 13

Die Lokomotive wurde im Mai 1922 abgeliefert und auf der bereits elektrifizierten Bahnstrecke Shildon–Newport erprobt. Bei einer Testfahrt im Sommer 1922 erreichte sie mit einem 460 Tonnen schweren 19-Wagen-Zug auf einer 5 ‰-Rampe eine Geschwindigkeit von 93 km/h mit einer Zugkraft von 51 Kilonewton.
Nachdem die NER im Jahr 1923 in der London and North Eastern Railway (LNER) aufging, wurden die Pläne einer Elektrifizierung nicht mehr weiterverfolgt. Die Lokomotive Nr. 13 kam nicht mehr zum Einsatz und wurde nur noch auf Ausstellungen gezeigt, wie zum Beispiel bei der 100-Jahr-Feier zur Eröffnung der Stockton & Darlington Railway im Juli 1925.
Obwohl die Chancen, dass sie doch noch zum Einsatz kommen könnte, äußerst gering waren, zögerte die LNER mit der Verschrottung der Lok und hinterstellte sie in der Lackiererei der Darlington Works. Vermutlich war an einen Einsatz auf der ebenfalls für die Elektrifizierung vorgesehenen Woodhead Line von Manchester nach Sheffield gedacht, die sich aber durch den Zweiten Weltkrieg verzögerte.
Die Lokomotive wurde 1945 in die LNER-Klasse EE1 eingeteilt, mit der Nummer 6999 versehen und in die Werkstätten von South Gosforth bei Newcastle gebracht. Mit der Verstaatlichung der englischen Bahnen erhielt die Lokomotive 1948 die Nummer 26600. Im Jahre 1950 wurde sie von British Railways verschrottet.

## Technische Merkmale
Die elektrische Ausrüstung der Lokomotive stammte von Metropolitan-Vickers, basierend auf einer Lizenz der schweizerischen BBC.
Jeder Treibradsatz wurde über einen Hohlwellen-Antrieb mit zwei 300-PS-Fahrmotoren angetrieben. Zur Anfahrt wurden alle Motoren in Serie geschaltet, weitere mögliche Gruppierungen waren zwei Serien zu je drei Fahrmotoren oder drei Serien zu je zwei Fahrmotoren. Für jede Gruppierung standen drei Feldschwächstufen zur Verfügung.
Jedes Treibrad war mit einer druckluftbetriebenen Sandstreueinrichtung ausgerüstet, die mit Fallrohren für beide Fahrtrichtungen versehen waren. In einem Vorbau war ein elektrisch beheizter Dampfkessel für die Zugheizung untergebracht.
An den Stirnseiten der Lok war die elektrische Signalbeleuchtung angebracht, die nach Ablieferung der Lokomotive durch zusätzliche Halter für Öllampen ergänzt wurde. Ebenso gab es an jedem Fahrzeugende eine Signalpfeife.